# Artamie à tête blanche
Artamella viridis
Genre
Espèce
Statut de conservation UICN

 LC  : Préoccupation mineure
L'Artamelle ou artamie à tête blanche (Artamella viridis) est une espèce de passereaux de la famille des Vangidae.

## Description
Cette espèce présente un net dimorphisme sexuel puisque le mâle a la tête blanche (d'où le nom spécifique) et la femelle la tête grise avec le menton et la gorge plus clairs.

## Répartition
Cet oiseau est endémique de Madagascar.

## Alimentation
L'Artamie à tête blanche consomme essentiellement des insectes, des araignées, des chenilles mais aussi de petits reptiles et des oisillons.

## Sous-espèces
D'après Alan P. Peterson, il existe les deux sous-espèces suivantes :
- Artamella viridis annae (Stejneger) 1879 ;
- Artamella viridis viridis (Statius Muller) 1776.

## Sources
- Langrand O. (1995) Guide des Oiseaux de Madagascar. Delachaux & Niestlé, Lausanne, Paris, 415 p.